# Mika Biereth
Mika Biereth, né le 8 février 2003 à Londres en Angleterre, est un footballeur international danois qui évolue au poste d'avant-centre à l'AS Monaco.

## Biographie

### En club
Né à Londres en Angleterre, Mika Biereth est formé par l'un des clubs londoniens, le Fulham FC, avant de rejoindre l'Arsenal FC le 30 juillet 2021. Il signe alors son premier contrat professionnel avec les Gunners,.
Le 23 juin 2022, Mika Biereth est prêté par Arsenal au RKC Waalwijk pour une saison.
C'est avec ce club qu'il joue son premier match en professionnel, le 17 septembre 2022, lors d'une rencontre de championnat face au SC Cambuur. Il entre en jeu à la place de Julian Lelieveld et son équipe s'impose par cinq buts à un.
Le 3 août 2023, il rejoint le club écossais du Motherwell FC sous la forme d'un prêt d'une saison.
Il se fait remarquer dès son premier match pour le Motherwell FC en marquant son premier but pour le club, le 13 août 2022, lors d'une rencontre de championnat face au Hibernian FC. Entré en jeu à la place de Theo Bair, il délivre une passe décisive avant de marquer son but, et permet ainsi à son équipe de l'emporter par deux buts à un. Il se montre à son avantage durant son prêt avec six buts en quinze matchs mais est rappelé par Arsenal lors du mercato hivernal en janvier 2024.
Le 19 janvier 2024, Mika Biereth est prêté au SK Sturm Graz jusqu'à la fin de la saison. Il devient champion d'Autriche au terme de la saison 2023-2024.
Lors de la première partie de saison 2024-2025, il est auteur de 11 buts et 5 passes décisives en 16 rencontres de première division autrichienne. Qualifié avec son club pour la phase de groupe de la Ligue des Champions, il participe à six rencontres où il inscrit deux buts, l'un offrant la victoire aux siens face au Girona FC (1-0) et le second sur la pelouse du Lille OSC (défaite 3-2).

#### Passage à l'AS Monaco (2025-...)
Le 11 janvier 2025, Mika Biereth rejoint l'AS Monaco lors du mercato hivernal, en signant un contrat courant jusqu'en juin 2029. Le transfert est estimé à 13 M€ (+ 2 M€ de bonus),.
Le 14 janvier, il offre sa première passe décisive pour la tête de son défenseur Mohamed Salisu lors du 16e de finale de la Coupe de France 2024-2025 sur le terrain du Stade de Reims, mais rate son tir au but en fin de match, provoquant l'élimination de son équipe. Le 25 janvier, il participe à la victoire 3-2 contre le Stade Rennais lors de la 19e journée de Ligue 1, en marquant son premier but sous ses nouvelles couleurs, d'un tir du pied droit. Le 1er février, il se fait remarquer lors d'une rencontre de championnat face à l'AJ Auxerre, en réalisant son premier coup du chapeau pour Monaco. Il marque les trois buts en l'espace de huit minutes et permet à son équipe, menée 1-2, de s'imposer par quatre buts à deux. Le 15 février, il récidive lors de la réception du FC Nantes entre la 44e et la 64e minute (7-1). Le 1er mars, toujours à domicile, il inscrit contre le Stade de Reims les 3 buts du match, portant son total à 10 buts en 7 matchs de Ligue 1 et devenant ainsi le premier joueur de Ligue 1 à marquer 10 buts pour ses 7 premiers matchs de Ligue 1 depuis 70 ans. Il marque son treizième et dernier but de la saison sur le terrain du Havre pour un score de parité 1-1.

### En sélection
Né en Angleterre d'un père danois et d'une mère bosnienne, Mika Biereth est éligible pour représenter ces trois pays. Il décide en 2022 de représenter le Danemark en sélection.
Mika Biereth joue son premier match avec les Espoirs le 24 mars 2023, lors d'un match amical face à l'Ukraine. Il entre en jeu à la place de Wahid Faghir et son équipe s'incline par trois buts à deux.

## Statistiques
| Saison                | Club                  | Championnat           | Championnat | Championnat | Championnat | Coupe(s) nationale(s) | Coupe(s) nationale(s) | Coupe(s) nationale(s) | Compétition(s) continentale(s) | Compétition(s) continentale(s) | Compétition(s) continentale(s) | Compétition(s) continentale(s) | Total | Total | Total |
| Saison                | Club                  | Division              | M.          | B.          | P.d.        | M.                    | B.                    | P.d.                  | Comp.                          | M.                             | B.                             | P.d.                           | M.    | B.    | P.d.  |
| 2022-2023             | RKC Waalwijk (prêt)   | Eredivisie            | 12          | 2           | 0           | 1                     | 0                     | 0                     | -                              | -                              | -                              | -                              | 13    | 2     | 0     |
| 2023-2024             | Motherwell FC (prêt)  | Premiership           | 14          | 6           | 5           | 1                     | 0                     | 0                     | -                              | -                              | -                              | -                              | 15    | 6     | 5     |
| 2023-2024             | SK Sturm Graz (prêt)  | Bundesliga            | 15          | 5           | 3           | 3                     | 1                     | 1                     | C4                             | 6                              | 2                              | 0                              | 24    | 8     | 4     |
| 2024-2025             | SK Sturm Graz         | Bundesliga            | 16          | 11          | 5           | 3                     | 1                     | 0                     | C1                             | 4                              | 3                              | 0                              | 23    | 15    | 5     |
| Sous-total            | Sous-total            | Sous-total            | 31          | 16          | 8           | 6                     | 2                     | 1                     | -                              | 10                             | 5                              | 0                              | 47    | 23    | 9     |
| 2024-2025             | AS Monaco FC          | Ligue 1               | 16          | 13          | 2           | 1                     | 0                     | 1                     | C1                             | 2                              | 0                              | 0                              | 19    | 13    | 3     |
| 2025-2026             | AS Monaco FC          | Ligue 1               | 1           | 0           | 0           | 0                     | 0                     | 0                     | C1                             | 0                              | 0                              | 0                              | 1     | 0     | 0     |
| Sous-total            | Sous-total            | Sous-total            | 17          | 13          | 2           | 1                     | 0                     | 0                     | -                              | 2                              | 0                              | 0                              | 20    | 13    | 2     |
| Total sur la carrière | Total sur la carrière | Total sur la carrière | 74          | 37          | 15          | 9                     | 2                     | 2                     | -                              | 12                             | 5                              | 0                              | 95    | 44    | 17    |

## En sélection nationale
| Saison                | Sélection             | Phases finales        | Phases finales | Phases finales | Phases finales | Éliminatoires | Éliminatoires | Éliminatoires | Ligue des Nations | Ligue des Nations | Ligue des Nations | Matchs amicaux | Matchs amicaux | Matchs amicaux | Total | Total | Total |
| Saison                | Sélection             | Compétition           | M              | B              | Pd             | M             | B             | Pd            | M                 | B                 | Pd                | M              | B              | Pd             | M     | B     | Pd    |
| --------------------- | --------------------- | --------------------- | -------------- | -------------- | -------------- | ------------- | ------------- | ------------- | ----------------- | ----------------- | ----------------- | -------------- | -------------- | -------------- | ----- | ----- | ----- |
| 2024-2025             | Danemark              | -                     | -              | -              | -              | -             | -             | -             | 2                 | 0                 | 0                 | 2              | 1              | 1              | 4     | 1     | 1     |
| Total sur la carrière | Total sur la carrière | Total sur la carrière | -              | -              | -              | -             | -             | -             | 2                 | 0                 | 0                 | 2              | 1              | 1              | 4     | 1     | 1     |

### Liste des matches internationaux
| Matches internationaux de Mika Biereth | Matches internationaux de Mika Biereth | Matches internationaux de Mika Biereth        | Matches internationaux de Mika Biereth | Matches internationaux de Mika Biereth | Matches internationaux de Mika Biereth | Matches internationaux de Mika Biereth                            |
|                                        | Date                                   | Lieu                                          | Adversaire                             | Résultat                               | Compétition                            | Notes                                                             |
| -------------------------------------- | -------------------------------------- | --------------------------------------------- | -------------------------------------- | -------------------------------------- | -------------------------------------- | ----------------------------------------------------------------- |
| 1.                                     | 20 mars 2025                           | Parken Stadium, Copenhague, Danemark          | Portugal                               | 1 - 0                                  | Ligue des nations 2024-2025            | Titulaire et remplacé par Rasmus Højlund à la 69e minute de jeu.  |
| 2.                                     | 23 mars 2025                           | Estádio José Alvalade XXI, Lisbonne, Portugal | Portugal                               | 5 - 2 a.p.                             | Ligue des nations 2024-2025            | Entré en jeu à la place de Rasmus Højlund à la 73e minute de jeu. |
| 3.                                     | 7 juin 2025                            | Parken Stadium, Copenhague, Danemark          | Irlande du Nord                        | 2 - 1                                  | Match amical                           | Entré en jeu à la place de Rasmus Højlund à la 65e minute de jeu. |
| 4.                                     | 10 juin 2025                           | Odense Stadion, Odense, Danemark              | Lituanie                               | 5 - 0                                  | Match amical                           | Titulaire et remplacé par Rasmus Højlund à la 71e minute de jeu.  |

### But internationaL
| Buts en sélection de Mika Biereth | Buts en sélection de Mika Biereth | Buts en sélection de Mika Biereth | Buts en sélection de Mika Biereth | Buts en sélection de Mika Biereth | Buts en sélection de Mika Biereth | Buts en sélection de Mika Biereth |
|                                   | Date                              | Lieu                              | Adversaire                        | Score                             | Résultat                          | Compétition                       |
| --------------------------------- | --------------------------------- | --------------------------------- | --------------------------------- | --------------------------------- | --------------------------------- | --------------------------------- |
| 1.                                | 10 juin 2025                      | Odense Stadion, Odense, Danemark  | Lituanie                          | 1 - 0                             | 5 - 0                             | Match amical                      |

## Palmarès
Sturm Graz
- Championnat d'Autriche (1) :
  - Champion : 2023-2024 et 2024-2025.
- Coupe d'Autriche de football (1) :
  - Vainqueur : 2023-2024.